# 岩田聰
岩田聪（日语：／ Iwata Satoru，1959年12月6日—2015年7月11日），出生於日本北海道札幌市的企業家與遊戲程序師，東京工業大學工學部情報工學科畢業，前HAL研究所社长，於2002年至2015年間擔任任天堂社長，被譽為「天才程式設計師」。

## 生平

### 早年
岩田聰於1959年12月6日出生於北海道札幌市，父親是前北海道室蘭市市長岩田弘志。他在學生時代已對電子遊戲產生極大興趣，在高中時期曾利用惠普的HP-65電子計算機製作一些簡單的數字遊戲，並與同學一起遊玩。岩田聰高中畢業後進入東京工業大學修讀計算機科學。在學時他以無薪實習生的方式加入Commodore日本，協助首席工程師的技術和軟件開發任務。他同時加入剛成立不久的HAL研究所當兼職程序員。

### HAL研究所時期
岩田聰於1982年大學畢業後，他正式成為HAL研究所的員工。1983年成為公司的軟件製作協調員。隨著公司HAL研究所瀕臨破產邊緣，岩田聰於1993年獲晉升為社长，並成功協助公司穩定其財政狀況。他同時亦為1995年成立的Creatures創辦人之一。儘管當時仍未成為任天堂的一員，岩田聰仍協助任天堂開發《寶可夢 金／銀》，該遊戲於1999年11月推出。除此之外，岩田聰也創建了一個用於《金／銀》的壓縮軟件。
岩田聰大部分時間都是在HAL研究所工作，主力編寫遊戲程式。《高尔夫》、《氣球大戰》、《星之卡比》、《地球冒險2》與《任天堂明星大亂鬥》等都是出自其手。此外他还主導了《勇者斗恶龙》针对欧美市场的在地化工作。

### 任天堂時期

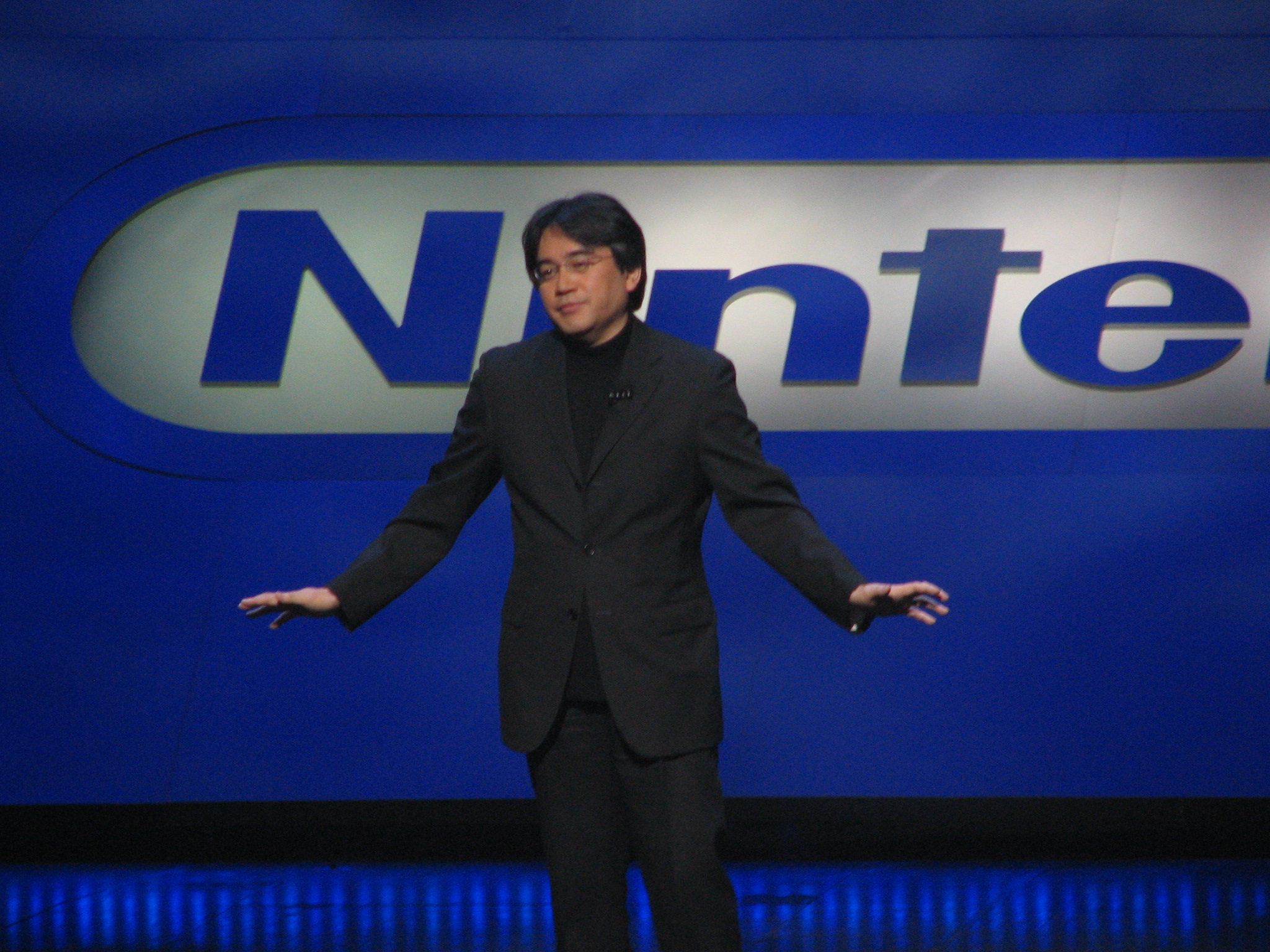
岩田聰在2006年E3电子娱乐展發布會中

2000年6月，岩田聰被招进任天堂本社，並担任经营企画部的部长，他在进入任天堂后便参与创建了寶可夢公司。2002年5月24日，擔任任天堂社長一職達52年的山內溥宣告退休，他委任岩田聰為任天堂第四任社長，也是首位非山內家族出身的任天堂社長。在擔任社長後，岩田聰仍以顧問身份留在HAL研究所。
在岩田聰剛上任時，任天堂的業績較其他遊戲主機生產商差，其最新版本的GameCube相比起其他競爭對手的產品也較為失色。岩田聰曾在2006年表示遊戲產業變得太過高檔，並希望開發出能吸引所有玩家的遊戲機和遊戲。在他任內他成功將任天堂由「紅白機時代」轉型至有著各種先進技術的領先廠商，其任內第一個產品任天堂DS比起Game boy有著更獨特的外形和更高級的螢幕（觸控式螢幕）。2006年，岩田聰還推出了Wii，推動了體感控制遊戲的發展。這兩個產品的銷量非常成功，在Wii的幫助下2006年任天堂的股價漲價了將近一倍。岩田聰有著當過遊戲程序員的經驗，有助於對他的公司做出貢獻，《時代雜誌》更評論說「他在任天堂比什麼都重要」。由於他的成功，《巴隆周刊》把岩田聰列在2007至2009年最成功的30位企業CEO的名單中。
在岩田聰隨後的任期中推出的任天堂3DS與Wii U並不像任天堂DS與Wii一般如此成功，3DS游戏机失利后，岩田聰自願將自己的薪水減半以幫助任天堂更好地與微軟和索尼電腦娛樂競爭。2013年6月，岩田聰取代君島達己担任美国任天堂首席执行官。2015年，岩田聰宣佈任天堂會投入手機遊戲市場，同時與移動服務提供商DeNA建立合作夥伴關係，並互相交換股權，DeNA獲得任天堂1.24%的股權，而任天堂則取得DeNA 10%的股權，並於同日宣布開發NX主機（即任天堂Switch），為最後一個岩田聰有參與的遊戲主機。
岩田聰在其任內幫助任天堂改善與粉絲的公共關係，並定期透過社交媒體與他們互動，他設立了一個名叫「社長詢問」（Iwata Asks）的網路專欄，不定期對遊戲製作人進行專訪與回答粉絲的問題。2011年，岩田聰開設了一個網路直播節目「任天堂直面會」，節目的主要內容是介紹任天堂平台上的遊戲新作或新遊戲主機，並經常以幽默生動的方式製作，例如與美國任天堂總裁雷吉·菲爾斯-埃米打模擬戰等。岩田聰还曾在2009年担任中国游戏开发者大会的荣誉顾问一职。在2013年以前，任天堂每屆電子娛樂展都會舉辦大型新聞發布會，但在2013年岩田聰宣佈不會再在電子娛樂展舉辦大型新聞發布會，而是舉辦一些每一場都會針對特定人士的小型活動。
在任天堂中，岩田聰參與製作薩爾達傳說系列、超级马力欧系列與動物森友會系列等遊戲系列。另外，岩田聰亦有在《舞動瓦利歐製造》中客串出場。

### 晚年
2014年6月，岩田聪因为“身体原因”不能前往洛杉矶。之后任天堂官网的公告上显示，他是因为被发现患上早期膽管癌而接受手术，但一年後的2015年7月11日，岩田聪仍然不敵癌魔而在京都大学医学部附属医院逝世，享年55岁。在其死後，任天堂總部下半旗致哀，所有任天堂分公司於7月13日均全天默哀，同時亦有許多名人與企業透過社交媒體賬戶發文（包括Twitter）紀念岩田聰，包括Bungie、神谷英樹與Smosh等。任天堂官方宣佈在未正式決定更換社長前由宮本茂與竹田玄洋共同暫代高層事務。索尼電腦娛樂全球工作室董事長吉田修平得悉岩田聰的死後表示：「他為遊戲產業的發展做出了巨大的貢獻，願岩田先生能夠安息」。而負責宝可梦系列音效創作部分的作曲家增田順一則表示：「他是宝可梦的理解者之一，同時也是一個偉大的領袖。前幾天我探訪他的時候他還很精神……由衷希望他能夠安息」。
在岩田聰去世的隔天，一條彩虹出現位於京都的任天堂總部上。這彩虹被粉絲稱為「通往天堂的彩虹之路」，名字參考自《瑪利歐賽車》的其中一個關卡。

## 影响
2015年的金摇杆奖上，岩田聪被追授“终身成就奖”以纪念其在游戏产业中的贡献。2016年由互动艺术与科学学会举办的D.I.C.E上，岩田聪也被授予“终身成就奖”。
任天堂Switch包含一个特殊彩蛋，当系统时间为7月11日（其逝世日）、并且手持Joy-Con控制器对着主界面摆出双手垂直向前的动作（其在Nintendo Direct节目中招牌动作），则触发启动FC游戏《高尔夫》，而该游戏则是岩田聪制作的第一部游戏。该彩蛋已随4.1系统更新移除。

## 外部連結
- 岩田聪 （页面存档备份，存于） 在任天堂Miiverse的页面
- 岩田聪的演讲 在 2005年东京游戏展
- Seattle Post Intelligence: Satoru Iwata Interview
- Satoru Iwata Kikizo Video Interview （页面存档备份，存于）
- Gamespy: Nintendo's New Direction - A discussion with Nintendo President Satoru Iwata
- Heart of a Gamer speech at GDC '05
- A+E Interactive E3 2007 Interview
- Level Up E3 2007 Interview